# Гідравлічний прес

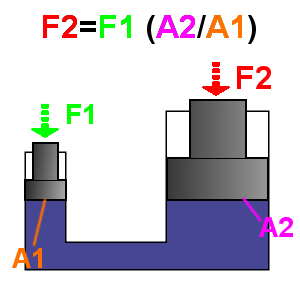
Показ способу дії гідравлічного преса. Площі позначені літерами A

Гідравлічний прес — гідравлічна машина статичної (неударної) дії, в якій робочі зусилля створюються за допомогою рідини під тиском. Гідравлічний прес використовує гідравлічний відповідник механічного важеля. Застосовується для обробки матеріалів тиском. Автором першого винаходу гідравлічного преса є англійський винахідник Джозеф Брама, який 1795 року отримав патент на його конструкцію.
Гідравлічні преси загалом використовуються у всьому переліку обробки металів тиском. Вони особливо придатні для операцій волочіння, оскільки можуть забезпечувати найбільше зусилля всією довжиною ходу, незалежно від положення повзуна. Вони також застосовуються для різання або як обладнання для проведення механічних випробувань чи у ролі домкрата.

## Історія

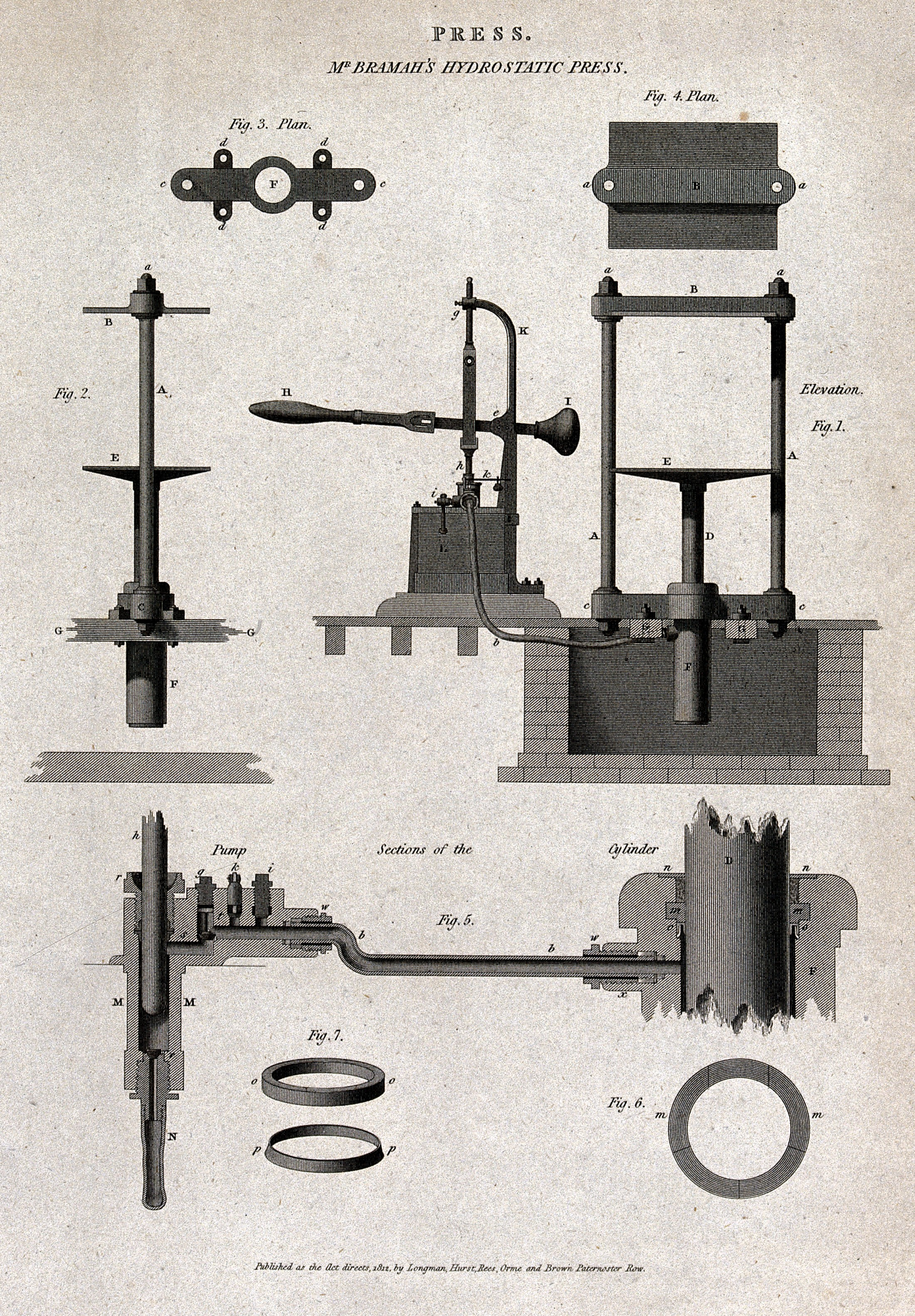
Прес Джозефа Брами

Відтоді, як Джозеф Брама (1795-го року) в Лондоні використав винайдений ним прес як пакувальне приладдя для сіна, льону та бавовни і взагалі для заміни гвинтових пресів на мануфактурах і фабриках, а також задля підіймання вантажів замість кранів та як джерело великого тиску на пороховому виробництві, ця машина набула дуже широкого переліку застосувань.
Здебільшого, вони використовуються скрізь, де важливо, щоби на відносно великій відстані — приблизно 30...90 см, чинився дуже потужний тиск на матеріал стійким і рівномірним способом, для його стиснення.
Із застосуванням принципу гідравлічного преса з акумулятором, винайденим Армстронгом 1843 року і без нього, з'явився цілком новий різновид інструментів і верстатів (гідравлічні інструменти).
Хасвелл вперше застосував гідравлічний прес для кування металів, відкривши розлоге поле нових робочих операцій (наприклад, ширше використання порожнистих форм або штампів для кування). Машина Хасвелла мала ту перевагу перед іншими кувальними машинами, що тиск яким можна було довільно керувати, діяв тепер рівномірно на внутрішні частини чавуну, поступово збільшувався і забезпечував повне заповнення кувальної прес-форми без ударів.

## Змагання гідравлічних пресів
За умов сучасної глобалізації комерційних авіаперевезень, передбачення ринку говорить про те, що до 2030-х років, попит на літаки, який підштовхується переважно Близьким Сходом і Азійсько-Тихоокеанським регіоном, збільшиться приблизно в 2,4 рази. Очікується, що кількість реактивних лайнерів які перебувають в експлуатації, подвоїться.
Виробництво великих кованих складових для літаків, які зазвичай виготовляються тепер з титану та нікелю, потребує пресів дуже великої потужності, а авіаційна промисловість станом на 2010 роки, залежала лише від кількох світових виробників пресів для всіх цих деталей.
В сучасних гідравлічних пресах тиск у середовищі, створюється за допомогою електродвигунів та високопродуктивних гідравлічних насосів. Тиск до 300 бар у робочому середовищі є звичайним явищем і це означає, що залежно від діаметра поршня, може бути досягнуто зусилля пресування кілька тисяч тонн (до 800 МН або близько 80 000 т).

### Спадок війни
Тоді як у США Boeing B-17 Stratofortress і бомбардувальники B-29, все ще збиралися шляхом склепування окремих фігурних частин з листового металу разом, Німеччина під час Другої світової війни, виготовляла легкі та міцні магнієві й алюмінієві конструктивні авіаційні компоненти. Для виготовлення цих складників, інженери Третього рейху побудували гідравлічний прес зусиллям 33 000 тонн і дві менші 16 500-тонні машини для виробництва перших реактивних винищувачів Messerschmitt Me 262. Останні дві машини були реквізовані Сполученими Штатами після перемоги, а перша — опинилася в руках колишнього Радянського Союзу. Побоюючись, що цей технологічний недолік призведе до військового відставання, США запустили програму важкого пресування з наміром побудувати найбільші у світі ковальські преси. 

### Програма Важкі преси
Розпочатий 1950 року і завершений 1957 року, цей авіаційний план США, привів до виготовлення шести екструзійних та чотирьох штампувальних пресів. Два найбільші преси, котрі виробляють зусилля по 50 000 тонн кожен, працюють досі. Перший, виготовлений Mesta Machinery, важить 8000 тонн і має висоту 27 метрів. Його стіл сягає розмірів 7900×3700 мм і хід 1800 мм. Алюмінієвий гігант Alcoa, який застосовує машину з 1955 року, придбав її в уряду США 1982 року. 2009 року, цей прес був змушений зупинитися на ремонт через тріщини у підвалинах. Удосконалення коштувало близько 100 мільйонів доларів і дасть гарантію принаймні ще на 50 років експлуатації. Другий було побудовано компанією Loewy Hydropress і він використовується Wyman-Gordon на заводі ВПС 63 в Графтоні, штат Массачусетс, з жовтня 1955 року. Його гідравлічний контур містить водно-мастильну емульсію під тиском 310 бар із швидкістю потоку 45 000 літрів/хв. Обидві машини застосовуються для виробництва складових літаків, як-от Boeing 747, бомбардувальник Stealth і винищувач F-35 Joint Strike. 
Першість Сполучених Штатів проіснувала лише два роки: 1957 року українська компанія «Новокраматорський машинобудівний завод» (НКМЗ), що зосереджена на сталеплавильному обладнанні, побудувала два 75 000-тонних преси для Російської Федерації. Перший, був призначений для заводу в Самарі — згодом став належати російському філіалу американської Alcoa. Другий було встановлено у Верхній Салді, та використовується ВСМПО-АВІСМА — провідним світовим виробником титану й інших спеціальних сплавів. Обидві машини мають робочий стіл 16000×3500 мм і сягають у вишину 35 метрів, 22 метри з яких, розташовано під підлогою. Поза двома наддержавами важкого пресового будування (Україною та США), Франція стала третьою країною у світі (після США та РФ), яка оснастила себе гідравлічним пресом такої великої потужності: цей 65 000-тонний гідравлічний прес, також побудований у Краматорську — на НКМЗ і був встановлений в Іссуарі 1971 року, для виробництва консолей крил Конкордів. Машина належить Interforge, має 36 метрів у вишину і виробляє складові для Airbus, Boeing, космічної та транспортної промисловості. Цікаво, що для показу можливостей свого пресу французьким журналістам, краматорські фахівці прямовисно встановлювали на ковадло відкритий коробок сірників, аби могутній прес його закрив без пошкоджень, а оператор пресу мусив під час роботи, надягати на палець кільце зі слабко-радіоактивним матеріалом для безпеки праці (якщо рука зненацька потрапить у робочу зону, прес — миттєво зупиниться). Ці сталеві велетні монополізували сцену важкого пресування протягом десятиліть.
У квітні 2013 року, Японія третьою у світі приєдналася до «клубу великих» — виробників потужних ковальських машин, з 50 000-тонним гідравлічним пресом. Гідравлічне обладнання для цього пресу, було розроблено і виготовлено корпорацією Kawasaki зі штаб-квартирами в містах Кобе і Токіо. Машина працює на корпорацію Japan Aeroforge, Ltd. з головним офісом у місті Кура́сікі префектури Окаяма задля виготовлення великих кованих виробів для літаків і силових установок атомних електростанцій тощо.
За 60 років потому, США додали до попередніх власних виробів, новий гідравлічний кувальний прес на 60 000 тонн. Створений SMS Group і керований Weber Metals у Каліфорнії, він почав роботу у жовтні 2018 року. 
Переможцем же у важкій вазі, є китайський прес: машина велетенської потужності — 80 тис. тонн, заввишки як 10-поверхова будівля, працює з 2013 року на величезну промислову групу Erzhong Group у провінції Сичуань. Його використання дуже утаємничене: існують дані, що він застосовується для виготовлення деталей до військових літаків, як і його старші брати-богатирі. Щоби мати уявлення про потужність цієї машини — з власними 780 000 кН, вона могла-б легко підняти величезне круїзне судно. Як часто буває, більше — не означає краще: вважається, що це не найтехнологічніший прес у світі. Його було побудовано шляхом пристосування та узгодження давніх проєктів колишньої УРСР з 1980-х років, і зараз він недостатньо використовується через конкуренцію з боку інших велетів, про які розповідається вище.

### Н2O  як надпровідник
У 1970 роки на основі важких пресів краматорського НКМЗ, розроблялися способи стискання води (однієї з найбільш поширених і добре вивчених речовин у Всесвіті) до твердого стану (як це називали тоді «металічний водень»), щоб отримати надпровідники для космічної промисловості, та доправлення електричної енергії лініями електропередавання майже без втрат. Передбачалося, що задля втілення задуму, буде потрібен гідравлічний прес зусиллям 1 млн тонн.

## Спосіб дії

Засади роботи гідропреса

Закон Паскаля дозволяє пояснити дію ручного гідравлічного преса. Основною частиною гідравлічної машини слугують два циліндри різного діаметра, забезпечені поршнями і сполучені трубкою. Простір під поршнями і трубку заповнюють рідиною (зазвичай оливою). Висоти стовпів рідини в обох циліндрах однакові, поки на поршні не діють сили. Припустимо тепер, що F1 і F2 — сили, що діють на поршні, S1 і S2 — площі поршнів. Тиск під першим (малим) поршнем рівний F1/S1, а під другим (великим) F2/S2. За законом Паскаля тиск рідини, що в усіх точках рідини у стані спокою, однаковий, тобто F1/S1=F2/S2, звідки F2/F1=S2/S1. Отже, сила F2 в стільки раз більше сили F1, у скільки разів площа великого поршня більше площі малого. Наприклад, якщо площа великого поршня 500 см², а меншого 5 см² і на малий поршень діє сила 100 Н, то на більший поршень діятиме сила, в 100 разів більша, тобто 10 000 Н.
Тож, за допомогою гідравлічної машини, можна незначною силою зрівноважити велику силу. Відношення F2/F1 показує виграш в силі. У наведеному прикладі виграш у силі дорівнює 10000 Н/100 Н=100.

## Класифікація
Гідравлічні преси залежно від технологічного призначення відрізняються один від одного будовою основних вузлів, їхнім розташуванням і кількістю, а також величиною основних параметрів Pн, Z, H, A×B (Z — відкрита висота штампового простору; H — повний хід рухомої поперечини; A×B — розміри столу).
За технологічним призначенням, гідравлічні преси поділяють на преси для металу і для неметалевих матеріалів. Водночас преси для металу, поділяють на п'ять груп:
- для кування і штампування;
- для вичавлювання (екструзії);
- для листового штампування;
- для правильних і складальних робіт;
- для обробки металевих відходів.

Гідравлічні преси для неметалічних матеріалів охоплюють преси для порошків, пластмас і для пресування деревинно-стружкових плит тощо.
За структурною будовою гідравлічні преси поділяють на преси простої, подвійної, потрійної дії і автомати. Преси простої дії мають один головний робочий орган — рухливу поперечину. Преси подвійної (потрійної) дії містять у своїй структурі два (три) робочих органи для виконання різних операцій — притискання заготовки, її сплющування тощо. Гідравлічні преси-автомати зараховують до обладнання багаторазової дії, наприклад, преси-автомати для чистової вирубки.
Залежно від конструкції основних деталей і складальних одиниць, гідравлічні преси поділяють так:
- вертикальні і горизонтальні, залежно від напрямку руху рухомої поперечини (повзуна) або рухомої станини;
- колонні; рамні (одно- та двостійкові), трубні;
- зі станиною, скріпленою високоміцною стрічкою;
- з дворамною станиною типу тандем;
- з нерухомою і рухомою станинами;
- відкриті і закриті;
- з верхнім і нижнім розташуванням приводу;
- одно-, дво-, три- і багатоциліндрові.

## Застосування

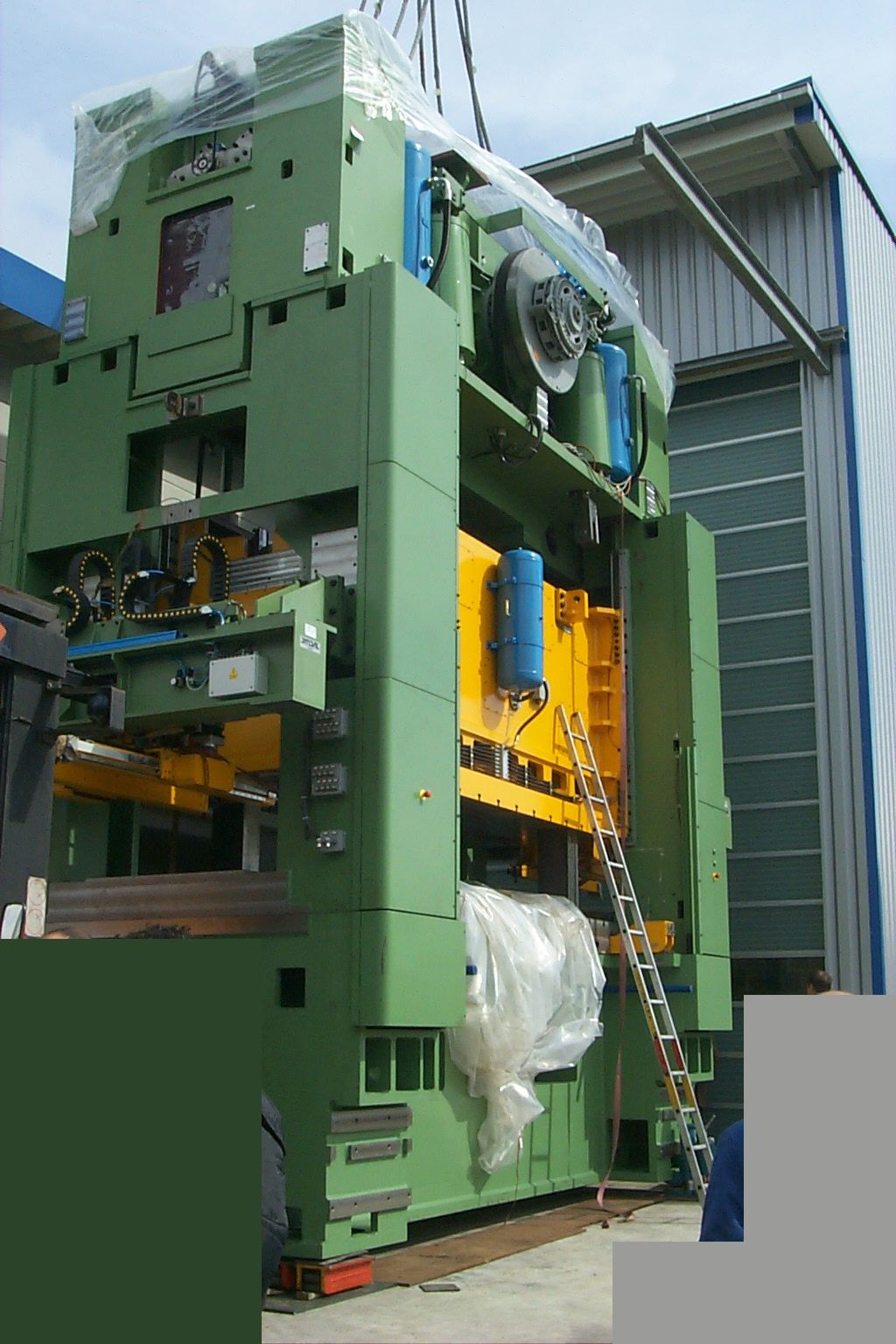
Гідравлічний прес, що створює силу в 10 МН.

Гідравлічні преси застосовуються там, де потрібно велике зусилля, наприклад для вичавлювання олії з насіння на олійних заводах, пресування фанери, картону, сіна. На металургійних заводах гідравлічні преси використовують для виготовлення сталевих валів машин, залізничних коліс і багатьох інших виробів. Вертикальні гідравлічні преси використовують у промисловості та машинобудуванні.
Гідравлічний прес також, застосовується у ювелірній справі для штампування виробів з дорогоцінних металів.
Ще, окрім використання для випробування на міцність будівельних матеріалів (стрижнів, ланцюгів, канатів, каміння), гідравлічний прес з великим успіхом застосовувався для виробництва бурякового цукру, стеарину та каучуку, а також пресування свинцю й олова. Він зокрема, придатний для натягування коліс залізничних вагонів на осі, та іншого.
Такі преси також дуже важливі як оздоблювальні машини для різних тканин і, нарешті, тепер вони більш ніж будь-коли використовуються як пакувальні преси для стиснення матеріалів, які обіймають багато місця і котрі було б важко перевозити.
Сучасні гідравлічні преси можуть розвивати зусилля в десятки і сотні мільйонів ньютонів.

## Переваги та недоліки

### Переваги
- низький рівень шуму;
- простота керування;
- може бути встановлений в будь-якому місці;
- створює великі стискальні сили.

### Недоліки
- повільна робота;
- обмежений термін служби робочої рідини.